# Tczów
Tczów ist ein Dorf sowie Sitz der gleichnamigen Landgemeinde im Powiat Zwoleński der Woiwodschaft Masowien, Polen.

## Gemeinde
Zur Landgemeinde Tczow gehören folgende 14 Ortschaften mit einem Schulzenamt:
Bartodzieje
Borki
Brzezinki Nowe
Brzezinki Stare
Janów
Józefów
Julianów
Kazimierzów
Lucin
Podzakrzówek
Rawica Nowa
Rawica Stara
Tczów
Tynica
Wincentów
Weitere Orte der Gemeinde sind Rawica-Józefatka, Rawica-Kolonia und Wilczy Ług.